# Eberhard Schmidt (Rechtswissenschaftler)
Eberhard Ludwig Ferdinand Schmidt (* 16. März 1891 in Jüterbog; † 17. Juni 1977 in Heidelberg) war ein deutscher Rechtswissenschaftler und Professor für Strafrecht und Strafprozessrecht.

## Leben
Eberhard Schmidt, Sohn eines Arztes, besuchte das Melanchthon-Gymnasium in Wittenberg und leistete seinen Wehrdienst bei der Marine. Von 1910 bis 1913 studierte er Rechtswissenschaften an der Friedrich-Wilhelms-Universität Berlin und der Georg-August-Universität Göttingen. Im Jahre 1913 folgte seine Promotion zum Dr. jur. in Göttingen, nach kurzem Kriegseinsatz und einer Anstellung im Reichsinnenministerium 1920 die Habilitation für Strafrecht, Strafprozessrecht und preußische Rechtsgeschichte an der Universität Berlin bei Franz von Liszt.
Schmidt war Professor an der Universität Breslau (1921–1926), der Christian-Albrechts-Universität zu Kiel (1926–1929) und der Universität Hamburg, an der er zuletzt im Jahr 1933/34 als Rektor bzw. Prorektor amtierte. In dieser Funktion hielt er am 11. November 1933 eine der Ansprachen beim Bekenntnis der Professoren an den deutschen Universitäten und Hochschulen zu Adolf Hitler und dem nationalsozialistischen Staat. Gleichwohl wandte er sich in der Folgezeit gegen die Verletzung rechtsstaatlicher Prinzipien in der nationalsozialistischen Justiz, insbesondere der Militärjustiz. Er war ständiger Mitarbeiter der von Heinrich Dietz herausgegebenen Zeitschrift für Wehrrecht.
Von 1935 bis 1945 lehrte Schmidt als ordentlicher Professor für Strafrecht, Strafprozessrecht, Rechtsphilosophie und Geschichte der deutschen Rechtswissenschaft an der juristischen Fakultät der Universität Leipzig. Während des Zweiten Weltkrieges war er zeitweilig als Militärjurist tätig und geriet 1945 in amerikanische Kriegsgefangenschaft.
Bereits 1945 bis 1948 war Schmidt wieder ordentlicher Professor für Strafrecht und Strafprozessrecht an der Georg-August-Universität Göttingen und wurde 1948 als Nachfolger Gustav Radbruchs an die Ruprecht-Karls-Universität Heidelberg berufen, wo er 1952/53 erneut zum Rektor gewählt wurde. Neben seiner Lehrtätigkeit beteiligte er sich als Leiter der Kommission für Wirtschaftsstrafrecht beim Wirtschaftsrat (1947–49) sowie als Mitglied der Großen Strafrechtskommission (1954–59) an der Strafrechtsreform der Bundesrepublik Deutschland. Schmidt verfasste Standardwerke der deutschen Rechtswissenschaft.

## Mitgliedschaften und Ehrungen
- Heidelberger Akademie der Wissenschaften
- Akademie der Wissenschaften zu Göttingen
- Österreichische Akademie der Wissenschaften
- Akademie gemeinnütziger Wissenschaften zu Erfurt
- Sächsische Akademie der Wissenschaften
- Dr. med. h. c. der Universität Göttingen (1951)
- Verdienstorden der Bundesrepublik Deutschland, Großes Bundesverdienstkreuz mit Stern (1971)

## Schriften
- Beiträge zur Geschichte des preußischen Rechtsstaates (= Schriften zur Verfassungsgeschichte. Bd. 32), Duncker & Humblot, Berlin 1980.
- Lehrkommentar zur Strafprozeßordnung und zum Gerichtsverfassungsgesetz (Bd. I, 1952; II, 1957; III, 1960; 2 Nachtragsbde. zu II, 1967/70).
- Brennende Fragen des ärztlichen Berufsgeheimnisses. Herausgegeben vom Deutschen Bund für Bürgerrechte. Isar-Verlag, München 1951.
- Einführung in die Geschichte der deutschen Strafrechtspflege (= Jurisprudenz in Einzeldarstellungen, Bd. 1), Göttingen 1947.
- Der Arzt im Strafrecht (= Leipziger rechtswissenschaftliche Studien, Heft 116), Leipzig 1939
- Mitautor in: Arbeitsberichte der Akademie für Deutsches Recht: Rechtsmittel des Wehrmachtsstrafverfahres, 1938.